# Kretzschau
Kretzschau település Németországban, azon belül Szász-Anhalt tartományban. Lakosainak száma 2365 fő (2023. december 31.). Kretzschau Teuchern, Droyßig és Meineweh községekkel határos.

## Népesség
A település népességének változása:
| Lakosok száma | 2792 | 2474 | 2427 | 2385 | 2376 | 2365 |
|               | 2010 | 2017 | 2019 | 2021 | 2022 | 2023 |